# Francisco Villagrán Kramer
Francisco Villagrán Kramer (Guatemala, 5 de abril de 1927 - Ciudad de Guatemala, 12 de julio de 2011) fue un abogado y político guatemalteco. Fue Vicepresidente de Guatemala de 1978 a 1980.

## Historia
Francisco Villagrán Kramer creció en Guatemala durante el régimen autoritario del general Jorge Ubico Castañeda.  Tenía 17 años cuando junto con sus compañeros del Instituto Nacional Central para Varones participó en las protestas de junio de 1944, que culminaron con la renuncia del general Ubico el 1.º de julio de 1944. Luego, vio cómo triunfaba la Revolución de Octubre y derrocaba al presidente Federico Ponce Vaides el 20 de octubre de 1944. A la caída del presidente Jacobo Árbenz en junio de 1954, era un joven profesional egresado de la Universidad de San Carlos de Guatemala, de donde obtuvo el grado académico de Licenciado en Abogado y Notario (1946-1951), convencido de que el Estado de Derecho y la democracia estaban ausentes en Guatemala desde hacía décadas.
Villagrán Kramer, de ideología de centro izquierda, conceptualizaba que “el estado debe ser fuerte y un motor de desarrollo y de redistribución, además de ente garante de los derechos humanos”; se inició en la política activa y fundó la organización política Unidad Revolucionario Democrática (URD) “(…) juntamente con Manuel Colom Argueta, Adolfo Mijangos López, Alfredo Balsells Tojo, Miguel Ángel Andrino, Carlos Duarte y América Cifuentes Rivas, entre otros.
Su vida política se interrumpe en 1955 cuando es obligado al exilio por el gobierno del Coronel Carlos Castillo Armas junto con los dirigentes políticos Adolfo Mijangos López y Manuel Colom Argueta. A su retorno se reincorpora a la actividad política y de 1958 a 1962 fue parlamentario por el Partido Revolucionario (PR), y coincide en el hemiciclo con el general Fernando Romeo Lucas García, quien era representante por el partido de la Reconciliación Democrática Nacional y el Partido de Unificación Anticomunista (PUA). Posteriormente a este período es forzado por segunda vez al exilio en 1970, radicando esta vez en México y El Salvador.
En 1978, junto con el General Lucas García, crean el binomio presidencial por el Partido Revolucionario, ganando las elecciones y Villagrán asume la Vicepresidencia de la República de Guatemala y a la vez la Presidencia del Consejo de Estado; sin embargo, “(…) a las pocas semanas de asumir el poder empezó una campaña brutal de represión en contra de organizaciones estudiantiles, de trabajadores y populares (…)”.
El 1 de septiembre de 1980 Villagrán Kramer desde Washington, Estados Unidos, renunció a la Vicepresidencia cuando el gobierno de Lucas García ya llevaba más de un centenar de muertos políticos en su haber, pero antes de que la espiral de asesinatos escalara.
Los entretelones de la renuncia de Villagrán Kramer aparecen como la imposibilidad de influir para que las soluciones políticas prevalecieran sobre las militares; la regla general de Lucas García, era de represión brutal, como la ejercida en la masacre de campesinos que ocupaban la embajada española en Ciudad de Guatemala en enero de 1980 Este hecho junto con el asesinato de Manuel Colom Argueta, quien murió tras recibir 45 impactos de bala en una operación militar, son los que se atribuyen como principales razones a que llevaron a la toma de decisión de la renuncia al cargo de Vicepresidente.
Durante el autoexilio en Estados Unidos, ocupó un puesto en el Departamento Legal del Banco Interamericano de Desarrollo –BID- así como también sirvió en el Comité Jurídico Interamericano de la Organización de Estados Americanos –OEA- y en la Comisión de las Naciones Unidas de Derecho Internacional.  En 1994 fue elegido para el Congreso de la República donde se desempeñó como presidente de la Comisión de Derechos Humanos y en 1997 fue nominado para un curul en el Interamericano de la OEA de la Comisión de Derechos Humanos, nombramiento que levantó fuertes críticas sobre la base del alegato de que escuadrones de la muerte habían sido activos en Guatemala durante su mandato como Vicepresidente.
Villagrán Kramer trabajó arduamente en el reclamo territorial de Guatemala sobre Belice, sosteniendo que la Asamblea General de las Naciones Unidas no era competente para definir el caso, sino que lo era la Corte Internacional de Justicia, donde hoy se lleva a cabo el litigio.

## Vida personal
Villagrán Kramer tuvo dos matrimonios, su primera esposa Alba Ruth de León Méndez, guatemalteca quien falleció en la ciudad de Guatemala, el 17 de enero de 1970  con quien procreó varios hijos:  Margarita, Francisco,, María Eugenia, Juan Carlos y Ruth Villagrán de León. Posteriormente se casó con la señora Pierangela Vercesi.

## Muerte
Francisco Villagrán Kramer, murió en la ciudad de Guatemala en la madrugada del 12 de julio de 2011 en su residencia de habitación. Para María Eugenia Villagrán de León su padre  “Ha dejado un legado muy grande, una vida ejemplar de honorabilidad y dignidad intachable. Fue un jurista internacional que defendió sus principios, sus valores, su amor por Guatemala y su deseo de lograr una sociedad con justicia y equidad”.  El embajador de Estados Unidos Stephen McFarland también le rindió tributo: “Fue alguien que dio el ejemplo al sacrificar su posición como vicepresidente para distanciarse de un régimen que ya no podía apoyar.”
Para el mismo Villagrán Kramer “La muerte o el exilio es el destino de aquellos que luchan por la justicia en Guatemala.”

## Condecoraciones
- Premio Nacional de Cultura. Para la “Teoría General de la Integración Económica Regional”, El Salvador (1986)
- Premio Centroamericano de Universidades del Consejo Superior. La edición de la Asamblea General.
- “Teoría de la Integración Económica Regional”, San José, Costa Rica (1969)
- Voto de reconocimiento. La Segunda Conferencia Especializada Interamericana sobre Derecho Internacional Privado Montevideo, Uruguay (1979)
- Voto de reconocimiento, entre el Comité Jurídico Interamericano (1992)
- Distinguido Centroamericano por la SIECA (2004)

## Asociaciones en las que participó
- Colegio de Abogados de Guatemala.

- Asociación Guatemalteca de Derecho Internacional.

- Asociación Internacional de Derecho Penal.

- Asociación de Derecho Internacional-Guatemala.

- Asociación Guatemalteca Pro Naciones Unidas.

## Publicaciones
Fue profesor y conferencista en más de 15 países; entre sus publicaciones están:
- L'asile diplomatique d’apres la pratique des etats latino-américains, Bruxelles; Amibel (1958)
- Casos y documentos de derecho internacional, Guatemala, Editorial José de Pineda Ibarra[Nota 7] (1960)
- El régimen de legalidad: ensayo socio-político, Guatemala, Círculo de Estudios Constitucionales (1963)
- Bases para el desarrollo económicos y social de Guatemala, México, D.F.; U.R.D. (1966)
- Aspectos jurídicos e institucionales de la integración económica centroamericana, Guatemala, Colegio de Abogados de Guatemala (1967)
- Integración económica centroamericana: aspectos sociales y políticos, Guatemala, Editorial Universitaria (1967, 1977)
- Teoría general del derecho de la integración económica regional: ensayo de sistematización, San José: EDUCA (1972)
- Mercado común centroamericano: regímenes especiales, Guatemala, Editorial José de Pineda Ibarra, 1974[Nota 8]
- Estudios de ciencia política y otros ensayos, Guatemala, Serviprensa (1979)
- Nulidad y anulabilidad de actos y negocios jurídicos: ensayo de sistematización, Guatemala, Serviprensa Centroamericana (1984)
- Política y geopolítica en Centroamérica: un punto de vista ístmico, Guatemala, USAC, DIGI (1987)
- Aspectos legales de la deuda externa latinoamericana: informe al comité Jurídico Interamericano, Guatemala, Tipografía Nacional (1991)
- Biografía política de Guatemala: años de guerra y años de paz. FLACSO-Guatemala (2004)